# Textilsladd

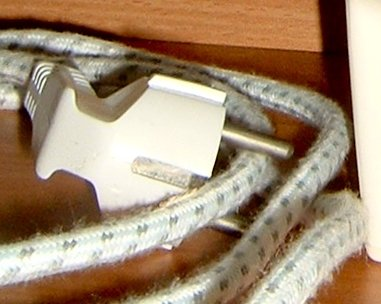
Textilsladd med stickkontakt

Textilsladd (även textilkabel, tygkabel, tygsladd eller strykjärnssladd) är en elektrisk sladd som har ett överdrag med vävd textil över sig och därmed tål tillfällig kontakt med heta föremål bättre. 
Kan vara spunnen med 100% bomull.